# Waitakere United
Waitakere United är en nyzeeländsk fotbollsklubb som grundades 2004. Laget spelar i NZFC och är ett av topplagen där. Deras hemmaarena är Fred Taylor Park.